# Волтерсдорф (Лауенбург)
Волтерсдорф (њем. Woltersdorf) општина је у њемачкој савезној држави Шлезвиг-Холштајн. Једно је од 131 општинског средишта округа Херцогтум Лауенбург. Према процјени из 2010. у општини је живјело 265 становника. Посједује регионалну шифру (AGS) 1053134.

## Географски и демографски подаци
Волтерсдорф се налази у савезној држави Шлезвиг-Холштајн у округу Херцогтум Лауенбург. Општина се налази на надморској висини од 37 метара. Површина општине износи 7,9 km². У самом мјесту је, према процјени из 2010. године, живјело 265 становника. Просјечна густина становништва износи 34 становника/km².